# Сіді Коне
Сіді Коне (фр. Sidy Koné, нар. 6 червня 1992, Бамако) — малійський футболіст, півзахисник клубу «Ліон» та національної збірної Малі.

## Клубна кар'єра
Народився 6 червня 1992 року в місті Бамако. Вихованець малійського клубу «Жанна д'Арк» та ліонського «Олімпіка». 
Дебютував у дорослому футболі у складі «Ліона» 20 серпня 2011 року в матчі Ліги 1 проти «Бреста». Півзахисник вийшов на поле в стартовому складі і на 61-й хвилині зустрічі був вилучений з поля. До закінчення сезону Коне вийшов на поле ще один раз; в зустрічі 15-го туру чемпіонату проти «Осера» він замінив Едерсона  за 9 хвилин до кінця гри.
У наступному сезоні Коне знову став виступи за другу команду в аматорському чемпіонаті поки 31 січня 2013 року його не орендував «Кан» з Ліги 2. Але і тут Сіді закріпитись не зумів і виступав лише за другу команду, в складі якої до кінця року зіграв 9 матчів.

## Виступи за збірні
Протягом 2010–2011 років залучався до складу молодіжної збірної Малі, у складі якої 2011 року виступав на Кубку Африки серед молодіжних команд. Півзахисник взяв участь у 4 матчах своєї команди на турнірі, в тому числі і в матчі за 3-е місце, який малійці програли 0:1 одноліткам з Єгипту. 
10 серпня 2011 року дебютував в офіційних матчах у складі національної збірної Малі в товариській грі проти збірної Тунісу, вийшовши на поле на 60 хвилині замість Модібо Маїга. Після цього Коне зіграв ще одну товариську гру і один матч в рамках відбіркового турніру до Кубка африканських націй 2012. Півзахисник потрапив в заявку національної збірної на Кубок африканських націй 2012 року у Габоні, на якому команда здобула бронзові нагороди, але жодного матчу на турнірі не зіграв.
Наразі провів у формі головної команди країни 3 матчі.

## Титули і досягнення
- Володар Кубка Франції (1):

«Ліон»: 2011-12
- Володар Суперкубка Франції (1):

«Ліон»: 2012
- Бронзовий призер Кубка африканських націй: 2012